# Thrypticomyia dichaeta
Thrypticomyia dichaeta is een tweevleugelige uit de familie steltmuggen (Limoniidae). De soort komt voor in het Australaziatisch gebied.